# Mission (Texas)
Mission é uma cidade localizada no estado norte-americano do Texas, no Condado de Hidalgo.

## Demografia
Segundo o censo norte-americano de 2000, a sua população era de 45.408 habitantes.
Em 2006, foi estimada uma população de 63.272, um aumento de 17864 (39.3%).

## Geografia
De acordo com o United States Census Bureau tem uma área de
62,5 km², dos quais 62,5 km² cobertos por terra e 0,0 km² cobertos por água. Mission localiza-se a aproximadamente 41 m acima do nível do mar.

## Localidades na vizinhança
O diagrama seguinte representa as localidades num raio de 8 km ao redor de Mission.